# Idia (reina mare)
Idia (Regne de Benín, sud-est de Nigèria, finals del segle xv- principis del segle xvi) fou la primera primera Iyoba (Reina Mare) de Benín i figura clau en l'ascens i regnat del seu fill Esigie, Oba que va governar de 1504 fins al 1550 l'estat d'Edo (Nigèria). Ha estat descrita com un gran guerrera que va lluitar abans i durant el regnat d'Esigie.

## Història
La mort d'Ozolua a finals del segle xv, rei i marit d'Idia, va suposar un conflicte entre els seus dos fills sobre qui assoliria el títol sagrat i hereditari d'Oba. Un d'ells, Esigie, controlava la ciutat de Benín, mentre que l'altre, Arhuaran, estava establert a la també poderosa ciutat d'Udo. Davant la guerra civil que es iniciar entre els dos germans, Idia va mobilitzar un exèrcit al voltant d'Esigie, que va vèncer a Arhuaran i així es va convertir en el setzè Oba, amb poder absolut. Aprofitant el conflicte intern que va nimbar militarment el regne, els veïns pobles igales van intentar una incursió a través del riu Benue per tal de conquerir el territori del nord del regne de Benín. Esigie va vèncer els igales restablint la unitat del regne i consolidant el seu poder i força militar. En aquest afer, Idia com a consella política del seu fill, juntament amb els seus coneixements medicinals i místics, van ser reconeguda com a element fonamental de l'èxit d'Esigie en la batalla, és a qui se reconeix historiograficament gran part de la victòria. Tanmateix va esdevenir la primera Iyoba (Reina Mare) de Benín, amb importants privilegis polítics, quan Esigie li va conferir el títol per tal d'honorar-la, alhora que li atorgà l'Eguae-Iyoba a Uselu (Palau de la Reina Mare), com a lloc de residència independent.